# Liste deutschsprachiger Schriftsteller/T
Hinweis: Die Umlaute ä, ö, ü werden wie die einfachen Vokale a, o, u eingeordnet, der Buchstabe ß wie ss. Dagegen werden ae, oe, ue unabhängig von der Aussprache immer als zwei Buchstaben behandelt 

## Ta
- George Tabori (1914–2007)
- Erna Taege-Röhnisch, eigentlich Erna Röhnisch (1909–1998)
- Traugott Tamm (1860–1938)
- Johann P. Tammen (1944)
- Maximilian Franz Tandler (1895–1982)
- Karl Tanera (1849–1904)
- Karl Tannen (1827–1904)
- Elmar Tannert (1964)
- Tannhäuser (etwa 1205–nach 1266)
- Francisco Tanzer (1921–2003)
- Bruno Tanzmann (1878–1939)
- Rudolf Tarnow (1867–1933)
- Hannelies Taschau (1937)
- Judith W. Taschler (1970)
- Jane Tatarin-Tarnheyden (1886–1973)
- Max Tau (1897–1976)
- Otto von Taube (1879–1973)
- Johannes Tauler (etwa 1300–1361)
- Franz Taut (1908–1985)
- Rudolf von Tavel (1866–1934)
- Sissi Tax (1954)

## Te
- Folke Tegetthoff (1954)
- Hedwig Teichmann (1875–1949)
- Christian Teissl (1979)
- Alev Tekinay (1951)
- Uwe Tellkamp (1968)
- Konrad Telman, eigentlich Konrad Zitelmann (1854–1897)
- Jodocus Temme (1798–1881)
- Eduard Tempeltey (1832–1919)
- Otto Tenne (1904–1971)
- George Tenner (1939)
- Gerhard Tersteegen (1697–1769)
- Hans Tesch (1918–1980)
- Holger Teschke (1958)
- Günter Teske (1933)
- Gregor Tessnow (1969–2021)
- Gerti Tetzner (1936)
- Lisa Tetzner (1894–1963)

## Th
- Wiebke von Thadden (1931)
- Dora Thaler (1914–1970)
- Hansgünter Thebis (1925)
- Dietrich Theden (1857–1909)
- Felix A. Theilhaber (1884–1956)
- Albert Vigoleis Thelen (1903–1989)
- Ralf Thenior (1945)
- Jürgen Theobaldy (1944)
- Dorothee Theopold (1886–1926)
- Paul Therstappen (1872–1949)
- Käthe Theuermeister (1912–2011)
- Robert Theuermeister (1882–1945)
- Klaus Theweleit (1942)
- Friedel Thiekötter (1944–2011)
- Gerda Thiele-Malwitz (1927)
- August Thieme (1780–1860)
- Stephan Thiemonds (1971)
- Heinrich Thies (1953)
- Peter Thiesen (1952)
- Sabine Thiesler (1957)
- Frank Thiess (1890–1977)
- Ludwig Thoma (1867–1921)
- Adrienne Thomas, eigentlich Adrienne Hertha Deutsch (1897–1980)
- M. Z. Thomas (1915)
- Sabine Thomas (1965)
- Thomasîn von Zerclaere (nach 1185–1259?)
- Johann Thomasius, Johannes Thomä, (1624–1679)
- Jesse Thoor (1905–1952)
- Raik Thorstad (* 1980)
- Marina Thudichum (1906–1990)
- Moritz August von Thümmel (1738–1817)
- Johannes Thummerer (1888–1921)
- Thüring von Ringoltingen (etwa 1415–1483)
- Harry Thürk (1927–2005)
- Georg Thurmair (1909–1984)
- Hans Thyriot (1898–1949)

## Ti – Tk
- Heinrich Tiaden (1873–1949)
- Ludwig Tieck (1773–1853)
- Sophie Tieck (1775–1833)
- Christoph August Tiedge (1752–1841)
- A. K. T. Tielo, eigentlich Kurt Mickoleit (1874–1911)
- Madita Tietgen (1995)
- Ilse Tielsch (1929–2023)
- Andrea Tillmanns (1972)
- Markus Tillmanns (1975)
- Uwe Timm (1940)
- Uwe Timm (Anarchist) (1932–2014)
- Philipp Tingler (* 1970)
- Wolf-Dieter von Tippelskirch (1920–1991)
- Johannes Tischer (1908–1963)
- Jan Tißler (1973)
- Marion Titze (1953)
- Wilhelm Tkaczyk (1907–1982)

## To
- Robert Tobler (1937–2019)
- Werner Toelcke (1930–2017)
- Joseph August von Toerring-Gronsfeld zu Jettenbach (1753–1826)
- Ernst Toller (1893–1939)
- Hans Tolten (1888–1943)
- Walter Toman (1920–2003)
- Stefan Tomas (1943)
- Horst Tomayer (1938–2013)
- Harald Tondern (1941)
- Karl Töpfer (1792–1871)
- Frank Töppe (1947–1997)
- Wilhelm Topsch (1941)
- Friedrich Torberg, eigentlich Friedrich Kantor-Berg (1908–1979)
- Erwin Erich Torenburg (1896–1965)
- Volker von Törne (1934–1980)
- Valerian Tornius (1883–1970)
- William Totok (1951)
- Heinz Tovote (1864–1946)
- Kory Towska, eigentlich Kory Elisabeth Rosenbaum (1868–1930)

## Tr
- Adam Trabert (1822–1914)
- Peter Trabert (1963)
- Georg Trakl (1887–1914)
- Johannes Tralow (1882–1968)
- Peter von Tramin, eigentlich Peter Richard Oswald Tschugguel (1932–1981)
- Wolfgang Trampe (1939–2025)
- Julius von der Traun, eigentlich Alexander Julius Schindler (1818–1885)
- Carl Traut (1872–1956)
- Albert Trautmann (1867–1920)
- Franz Trautmann (1813–1887)
- B. Traven (1882–1969)
- Hans Traxler (1929)
- Arthur Trebitsch (1880–1927)
- Hans-Ulrich Treichel (1952)
- Franz Treller (1839–1908)
- Kuni Tremel-Eggert (1889–1957)
- Luis Trenker (1892–1990)
- Ferdinand Trentinaglia (1910–1985)
- Albert von Trentini (1878–1933)
- Sylvia Treudl (1959)
- Gotthilf Treuer (1632–1711)
- Jürgen Trimborn (1971–2012)
- August Trinius (1851–1919)
- Anton Tripp (1911–1991)
- Walther Tritsch (1892–1961)
- Gustav Trockenbrodt (1869–1904)
- Walter Tröge
- Johannes Trojan (1837–1915)
- Ilija Trojanow (1965)
- Thaddäus Troll, eigentlich Hans Bayer (1914–1980)
- Lothar Trolle (1944–2025)
- Johann Christian Trömer (1697–1756)
- Emma Trosse (1863–1949)
- Thilo von Trotha (1909–1938)
- Wilhelm von Trotha (1872–1928)
- Magda Trott (1880–1945)
- Peter Truschner (1967)

## Ts – Tu
- Adolf von Tschabuschnigg (1809–1877)
- Andreas Tscherning (1611–1659)
- Galsan Tschinag (1943)
- Karl Richard Tschon (1923–1993)
- Charles Tschopp (1899–1982)
- Fridolin Tschudi (1912–1966)
- Kurt Tucholsky (1890–1935)
- Anna Tuhten (1842–nach 1895)
- Hans Tügel (1894–1984)
- Ludwig Tügel (1889–1972)
- Augustin Tünger (1455–nach 1486)
- Franz Tumler (1912–1998)
- Ludwig Turek (1898–1975)
- Adrien Turel (1890–1957)
- Su Turhan (1966)
- Kurt Türke (1920–1984)
- Peter Turrini (1944)
- Karl-Heinz Tuschel (1928–2005)